# Cisteller de Vilcabamba
El cisteller de Vilcabamba (Asthenes vilcabambae) és una espècie d'ocell de la família dels furnàrids (Furnariidae), antany ubicat al gènere Schizoeaca.

## Hàbitat i distribució
Habita el sotabosc, arbusts, arbres i praderies humides dels Andes del centre del Perú.